# Cricotopus bizonatus
Cricotopus bizonatus är en tvåvingeart som beskrevs av Freeman 1956. Cricotopus bizonatus ingår i släktet Cricotopus och familjen fjädermyggor.
Artens utbredningsområde är Zimbabwe. Inga underarter finns listade i Catalogue of Life.